# V505 Возничего
V505 Возничего (лат. V505 Aurigae) — одиночная переменная звезда в созвездии Возничего на расстоянии приблизительно 1925 световых лет (около 590 парсеков) от Солнца. Видимая звёздная величина звезды — от +12,5m до +11,6m.

## Характеристики
V505 Возничего — красная пульсирующая медленная неправильная переменная звезда (LB:) спектрального класса M5. Эффективная температура — около 3285 K.